# Sport stacking

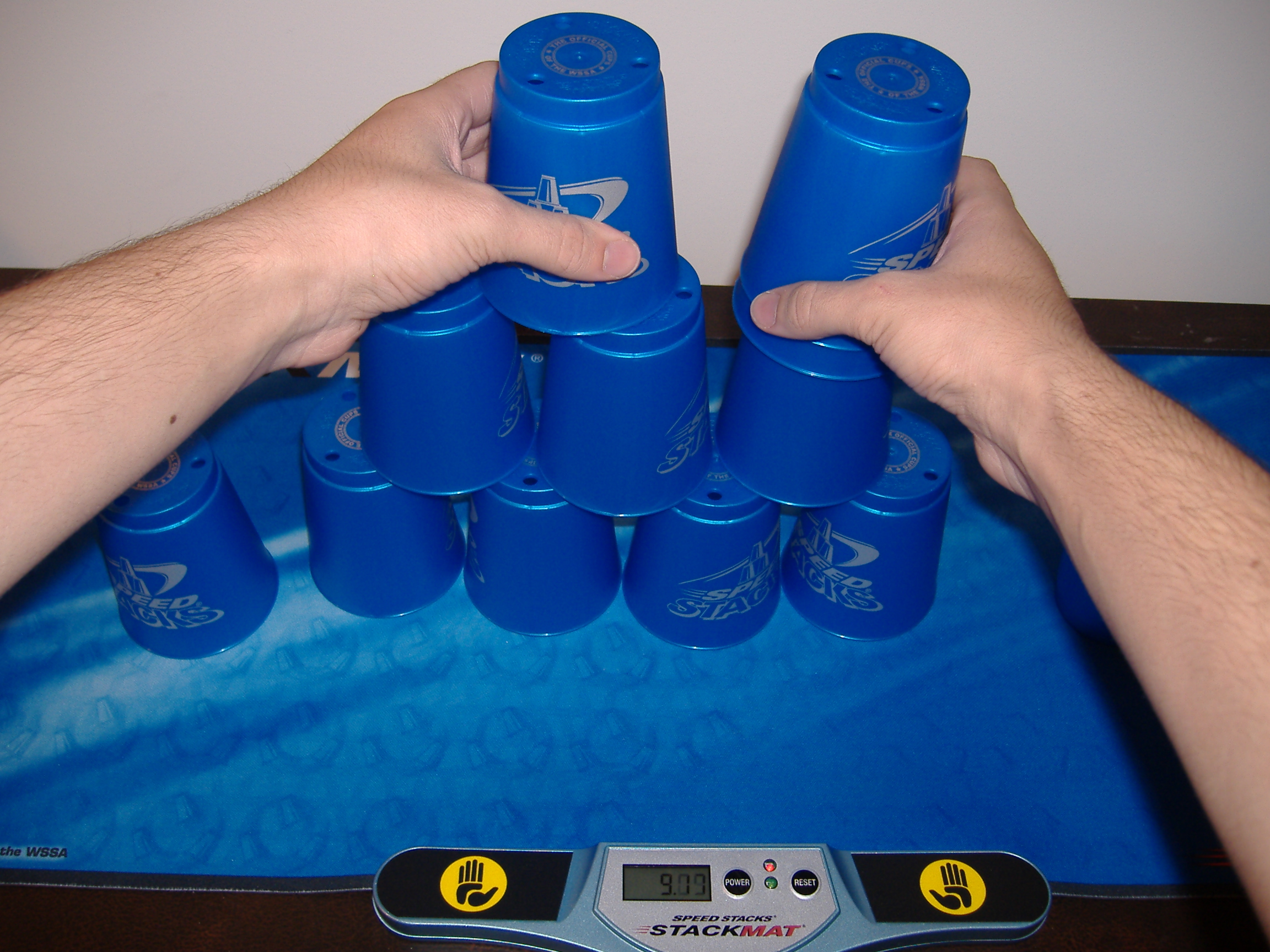
Sport stacking

Sport stacking (także speed stacking) – sport lub zabawa polegająca na układaniu specjalnych plastikowych kubków w jak najkrótszym czasie.

## Historia
Sport stacking został stworzony w latach 80. XX w. przez Wayne'a Godineta. Popularny stał się po tym gdy w 1990 Godinet był gościem programu The Tonight Show starring Johnny Carson. Następnie rozpoczął współpracę z Bobem Foxem, który sformalizował zasady gry i założył organizację World Sport Stacking Association (WSSA), a także firmę Speed Stacks zajmującą się produkcją kubków do sport stackingu.

## Odmiany
Sport stacking można podzielić na następujące odmiany:
- według układanych figur:
  - 3-3-3 – ułożenie trzech piramid, z których każda składa się z trzech kubków
  - 3-6-3 – ułożenie trzech piramid, gdzie dwie składają się z trzech kubków, a trzecia, środkowa – z sześciu
  - cykl – polega na wielokrotnym układaniu i składaniu kubków; figury należy tworzyć w następującej kolejności 3-6-3, potem 6-6, następnie 1-10-1, a na końcu złożyć kubki jak byśmy mieli za chwilę ułożyć 3-6-3
- według ilości układających:
  - individual – indywidualne
  - doubles – dwuosobowe
  - relay – grupa składająca się z czterech osób.

## Główne zasady
- Piramidy z kubków mogą być układane od lewej do prawej lub od prawej do lewej, ale muszą zostać złożone w takiej samej kolejności jak były rozkładane.
- Nie można układać dwóch piramid naraz, aczkolwiek po ułożeniu dozwolone jest składanie kilku piramid jednocześnie.

## Rekordy
Według oficjalnych danych organizacji WSSA rekordy w różnych kategoriach na dzień 2016-05-20 są następujące:
| Kategorie | Mężczyźni                                                                                             | Kobiety                                                                                               |
| --------- | --- | --- |
| 3-3-3     | Hyeon Jong-choi – 1,322 s                                                                             | Si Eun Kim – 1,424 s                                                                                  |
| 3-6-3     | Chan Keng Ian – 1,658s                                                                                | Si Sun Kim – 1,816 s                                                                                  |
| cykl      | Chan Keng Ian – 4,753 s                                                                               | Si Eun Kim – 5,089 s                                                                                  |
| doubles   | Chan Keng Ian i Jun Xian Wong – 5,798 s                                                               | Chan Keng Ian i Jun Xian Wong – 5,798 s                                                               |
| relay     | Pro Series E: William Orrell, William Polly, Josh Hainsel i Dalton Nichols oraz Peter Ford – 12,187 s | Pro Series E: William Orrell, William Polly, Josh Hainsel i Dalton Nichols oraz Peter Ford – 12,187 s |

## Sport Stacking w Polsce
W Polsce według danych WSSA na dzień 2020-10-12 rekordy są następujące:
| Kategorie | Mężczyźni                                                              | Kobiety                                                                |
| --------- | ---------------------------------------------------------------------- | ---------------------------------------------------------------------- |
| 3-3-3     | Adrian Piwnik - 1,681 s                                                | Katarzyna Rodzach - 1,749 s                                            |
| 3-6-3     | Maciej Pająk - 2,209 s                                                 | Katarzyna Rodzach - 2,296 s                                            |
| cykl      | Maciej Pająk - 6,353 s                                                 | Katarzyna Rodzach - 6,877 s                                            |
| doubles   | Adrian Piwnik i Wiktor Dżbik - 8,500 s                                 | Adrian Piwnik i Wiktor Dżbik - 8,500 s                                 |
| relay     | Maciej Pająk, Adrian Piwnik, Julia Kucemba, Jakub Gogolewski- 18,210 s | Maciej Pająk, Adrian Piwnik, Julia Kucemba, Jakub Gogolewski- 18,210 s |

Oprócz turniejów oficjalnych rozgrywane są także turnieje nieoficjalne - zazwyczaj przy okazji zawodów w speedcubingu.
W dniach 1-3 kwietnia 2016 polska drużyna była po raz pierwszy na mistrzostwach świata - które odbywały się w Niemczech w mieście Speichersdorf. Najlepszy wynik uzyskała Katarzyna Rodzach, która z wynikiem 1,749 s. w kategorii 3-3-3 wygrała rywalizację w swojej grupie wiekowej i była 4 wśród kobiet.